# Baltski klif
Baltski klif (estonsko Balti klint, švedsko Baltiska klinten, rusko Балтийско-Ладожский уступ, Глинт) je erozijski apnenčast klif (pečina) in breg na več otokih Baltskega morja v Estoniji v Leningrajski oblasti Rusije in na otokih Gotland in Öland na Švedskem. Bila je na hrbtni strani bankovca za 50 estonskih kron iz leta 1928 in na bankovcu za 100 estonskih kron iz leta 1992.
Baltski klif je aktivna zemeljska oblika, ki kaže nekaj umika v sedanjosti. Vendar ni znano, do katere mere je Baltski klif izviral v postglacialnem času ali se je morda razvil iz pečinam podobnih oblik, ki jih je izklesal Baltski ščit. Na Gotlandu so stopnje umika pečin 20. stoletja ocenili na 0,15 do 0,78 cm / leto. Umik Baltskega klifa na Gotlandu je razširil obalne ploščadi. 

## Geografija
Baltski klif se razteza približno 1200 km od otoka Öland na Švedskem skozi celinski pas in estonske otoke Osmussaar in Suur-Pakri do Paldiskega, nato ob južni obali Finskega zaliva in reke Neve do območja južno od Ladoškega jezera v Rusiji, kjer izgine pod mlajšimi sedimentnimi nanosi.
Pečina doseže 55,6 m nadmorske višine, najvišja pa je v Ontiki, župnija Kohtla, estonski okraj Ida-Viru. Režejo jo številne reke (vključno Narva, Luga, Izhora in Tosna), od katerih mnoge tvorijo slapove in brzice. Slap Valaste (v župniji Kohtla) s padcem 25 m je najvišji.
Na Ölandu in Gotlandu vzdolž klifa obstaja vrsta morskih skladov, znanih kot rauki. V primeru Gotlanda se v apnencu oblikujejo grebeni, ki so obstajali v silurju. Ko valovi udarjajo ob apnenčaste pečine, že obstoječi navpični prelomi začnejo erodirati in se širiti. Sčasoma to vodi do nastanka jam, ki se združijo s preostalo osrednjo kamnino in postanejo rauk. Območja s posebno visoko koncentracijo raukov sta Fårö na severu Gotlanda in Byrum na severozahodu Ölanda. Medtem ko se nekateri rauki pojavljajo ob pečinah ali kot del pečin, imajo nekateri bolj mehko zvezo s pečino, nekateri pa jih sploh nimajo.